# Punakha körzet
Punakha  egyike Bhután 20 körzetének. A fővárosa, Punakha volt egykor a királyság téli fővárosa.

## Földrajz
Az ország középső részén található.

## Gewog-ok
- Chhubu Gewog
- Dzomo Gewog
- Goenshari Gewog
- Guma Gewog
- Kabjisa Gewog
- Lingmukha Gewog
- Shenga Bjime Gewog
- Talo Gewog
- Toewang Gewog

## Történelem

Punakha körzet
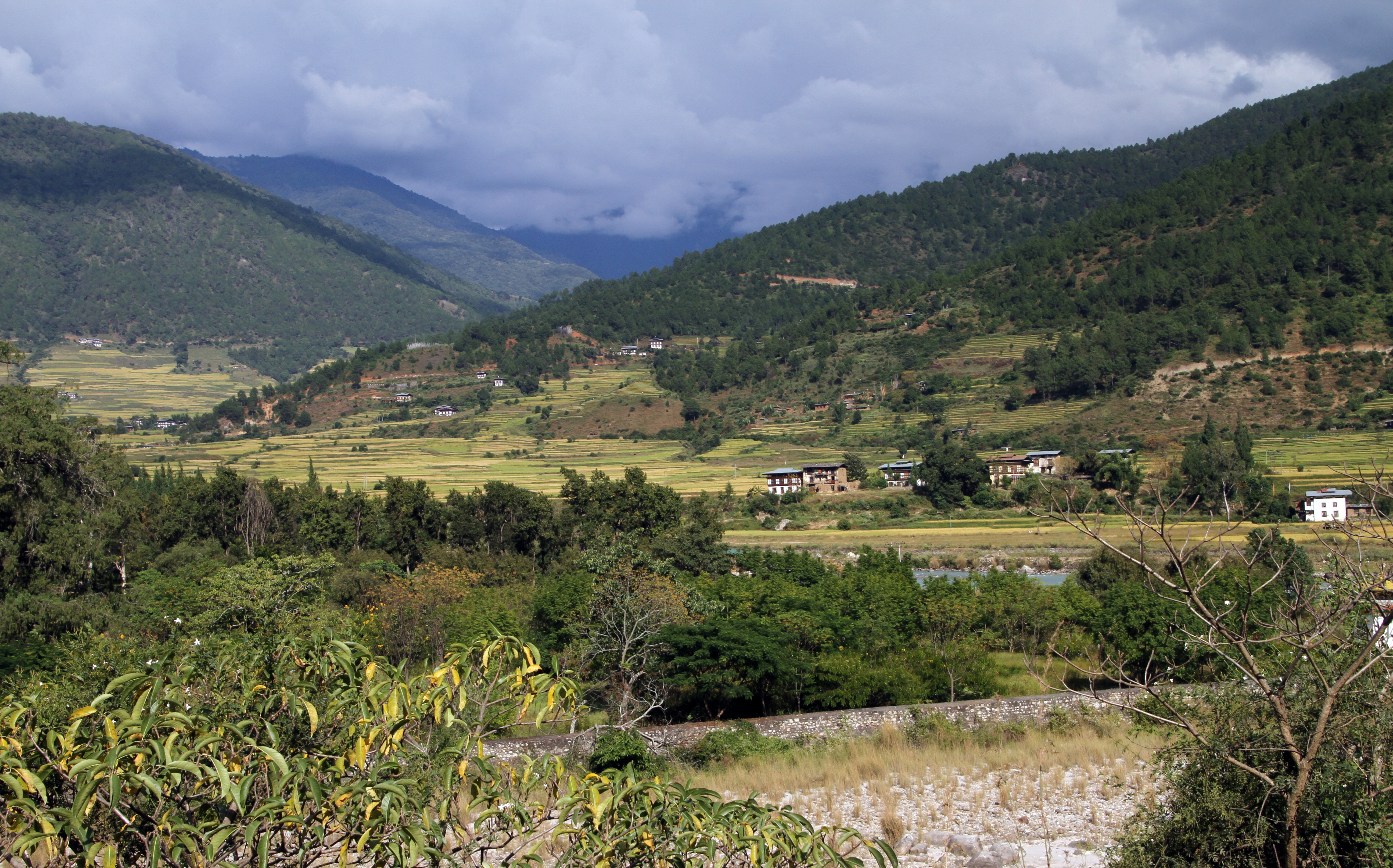
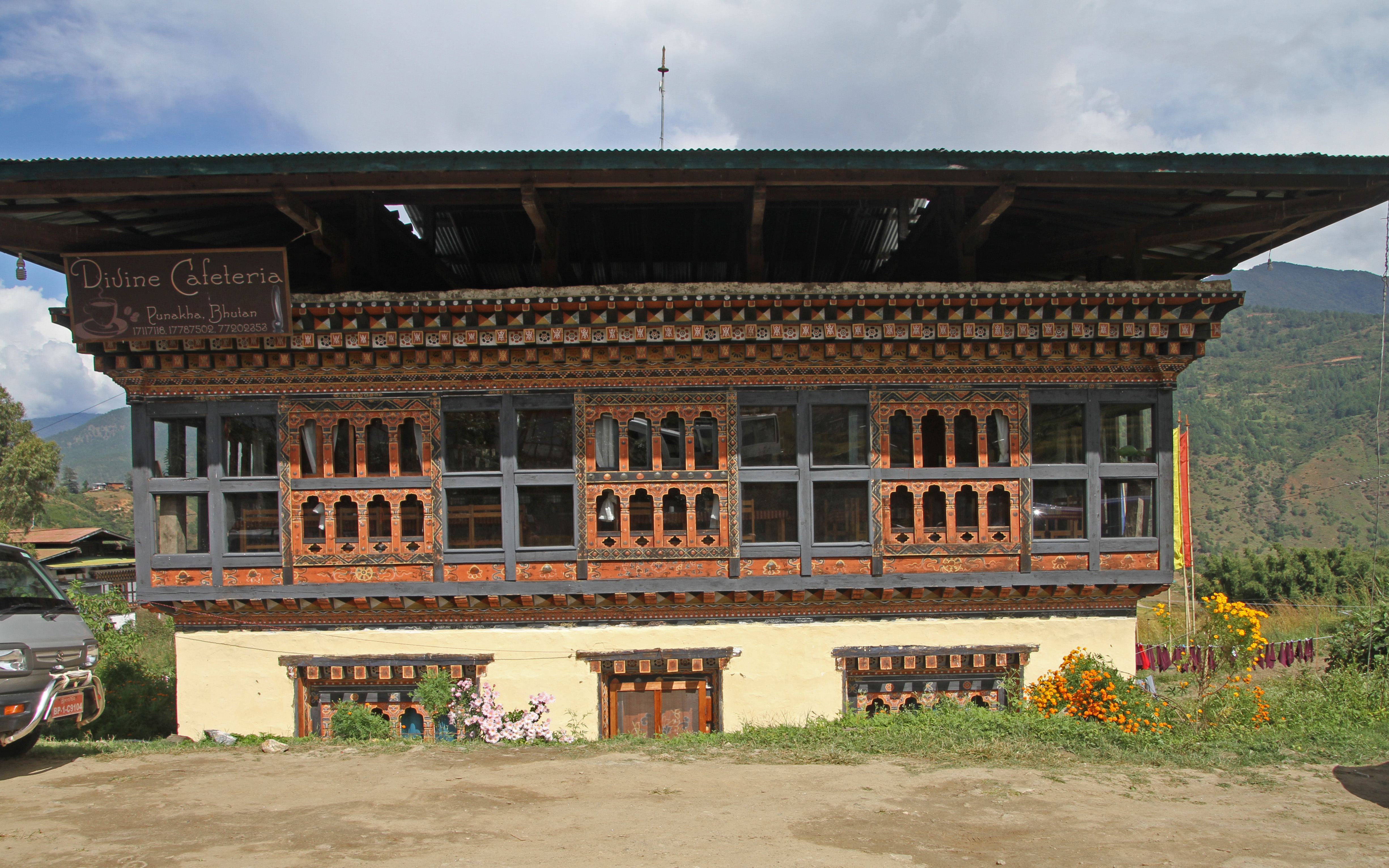
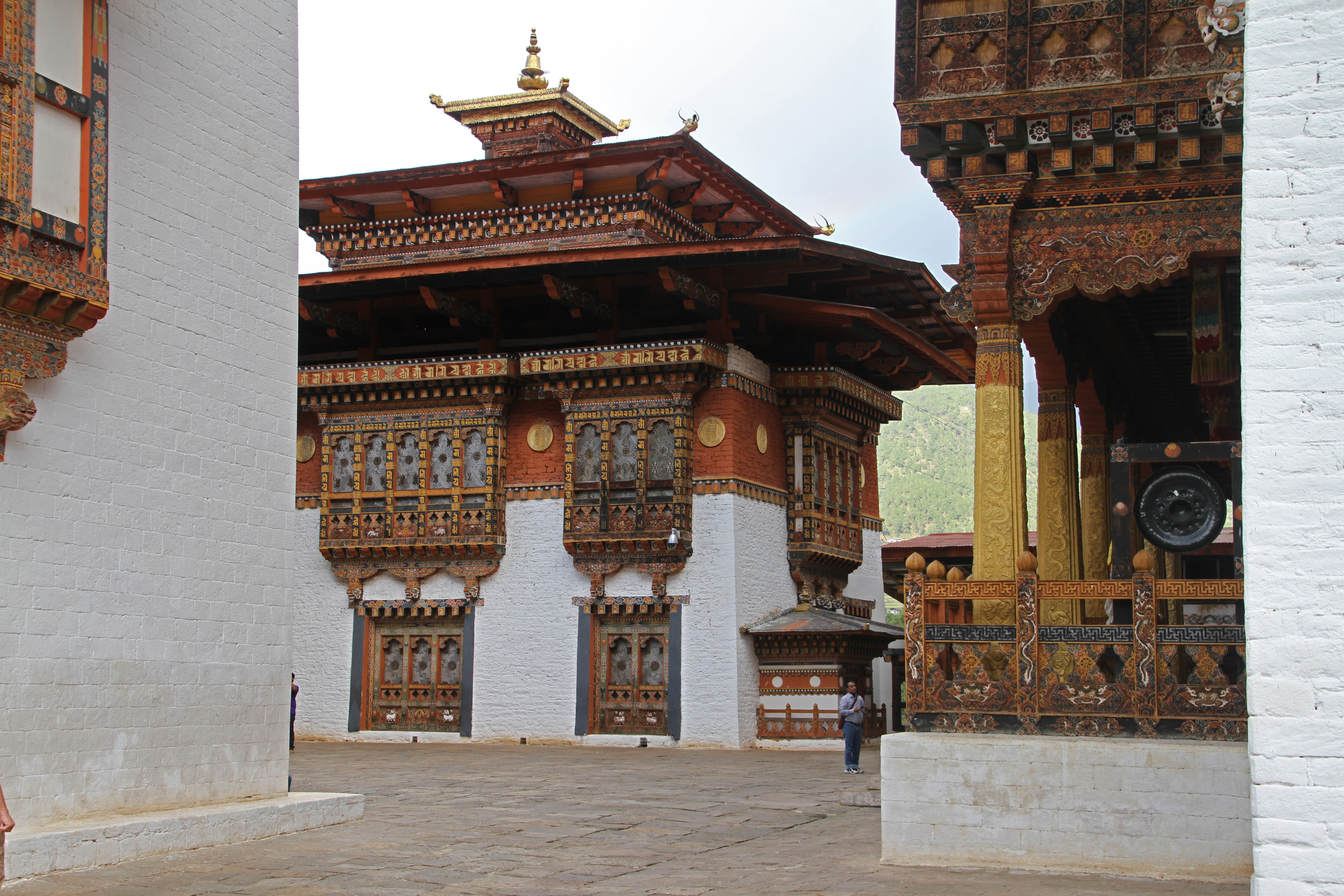
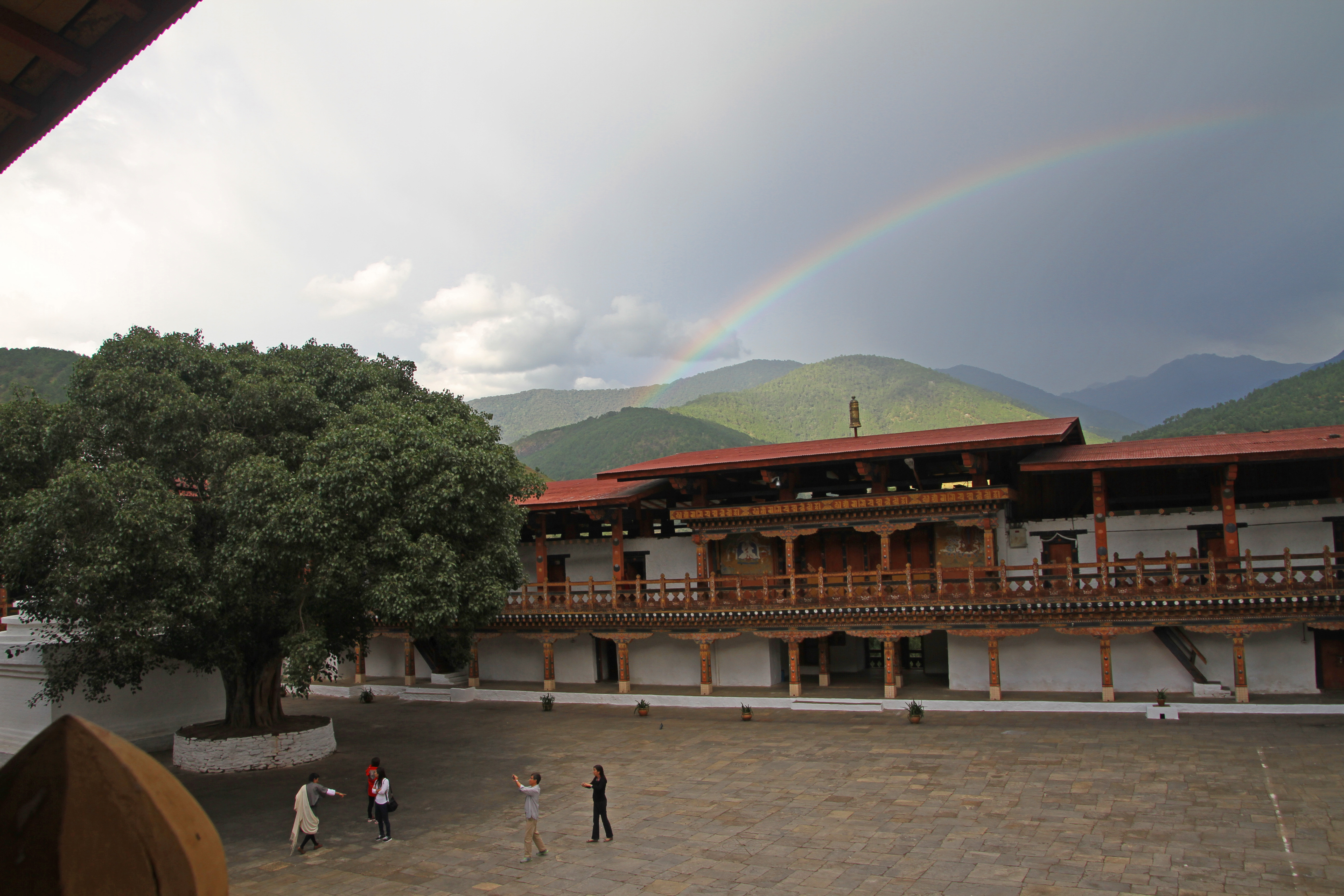
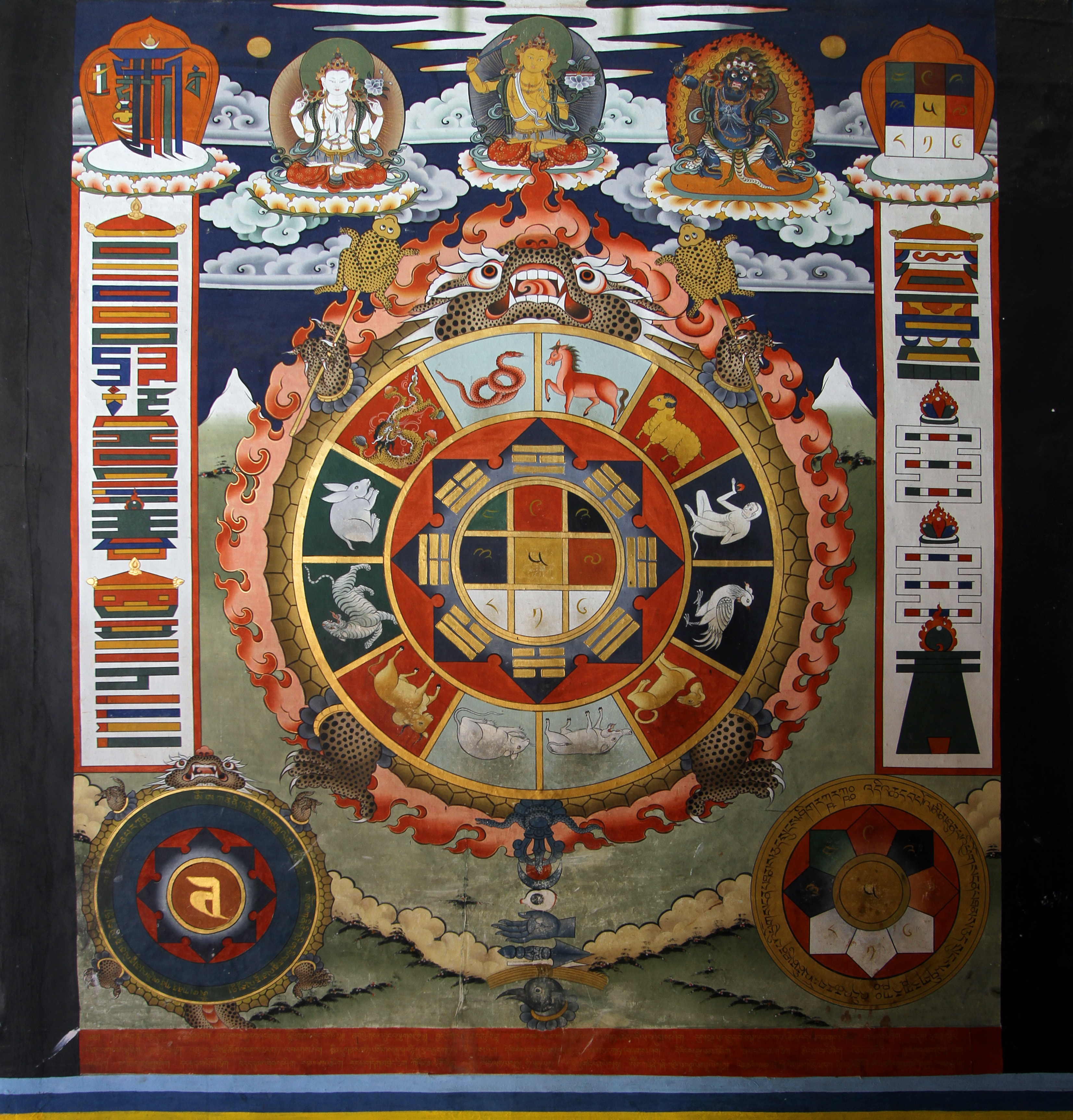
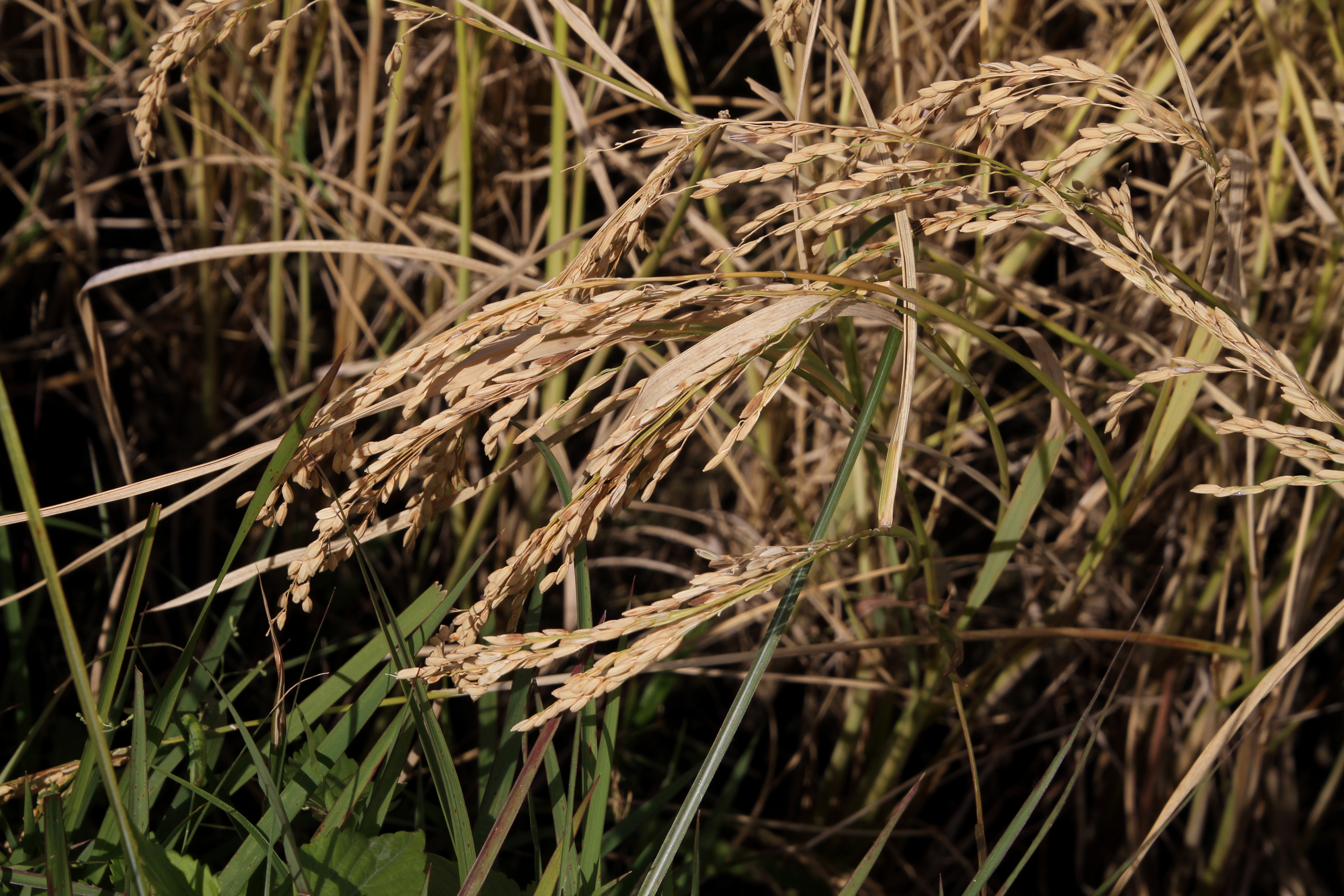
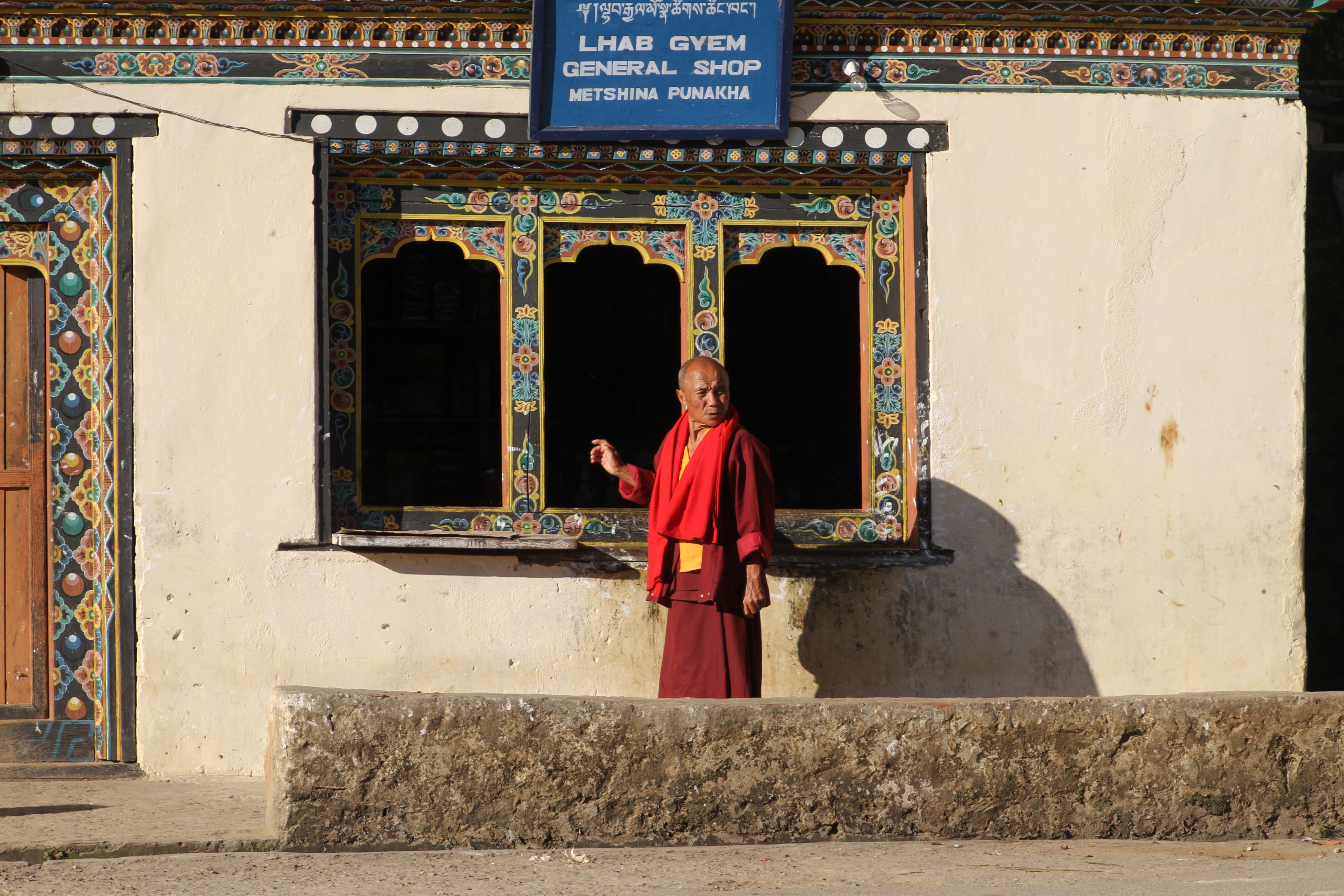
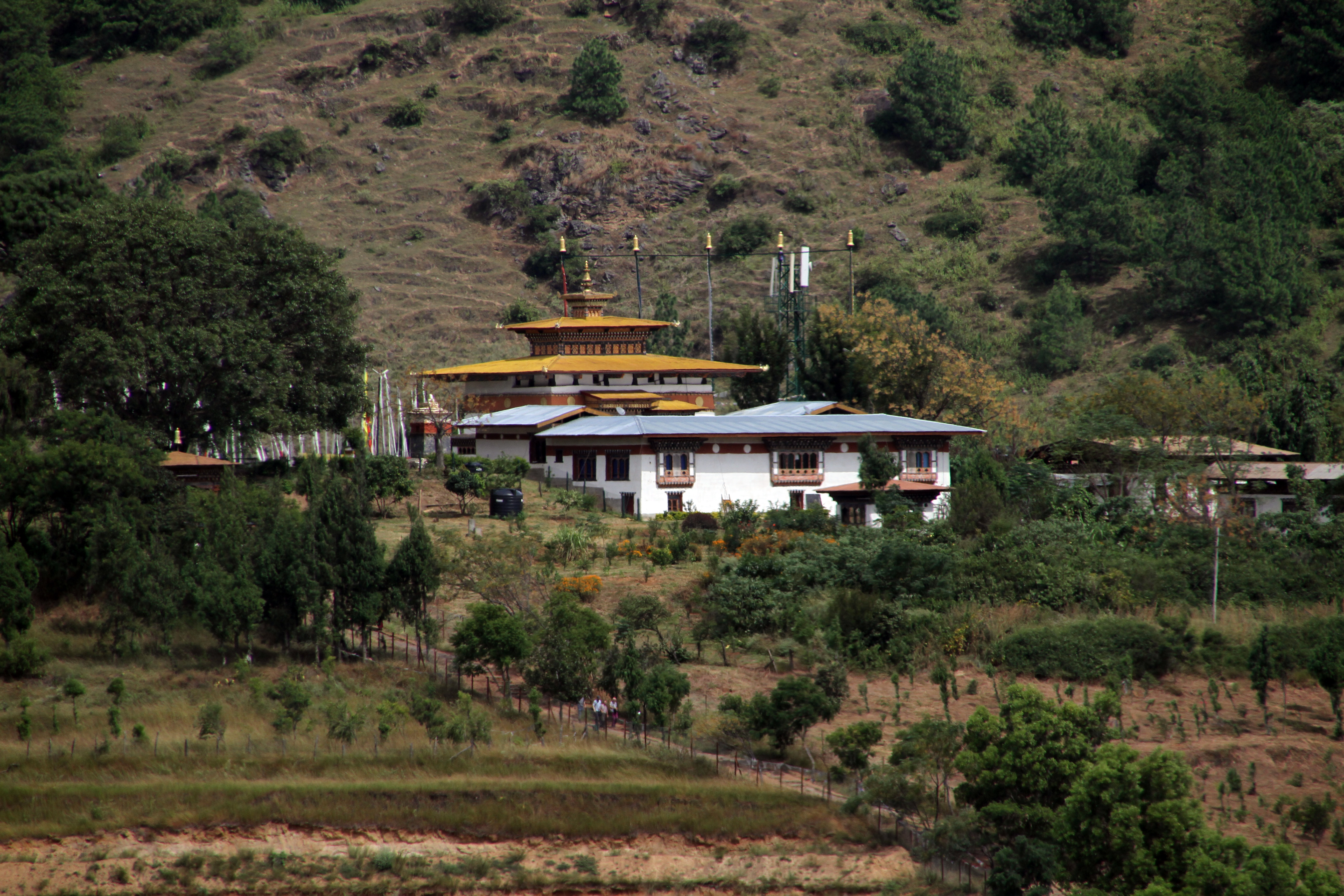

## Látnivalók

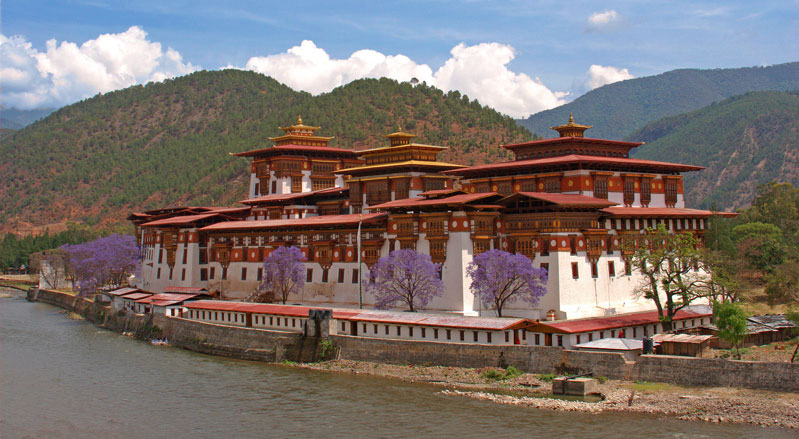
Punakha Dzong

- Punakha Dzong